# Hildegard (Vinzgau)
Hildegard (758–783) Gerard vinzgouwi gróf és Alemannia-i Imma (Emma) lánya volt. Ő volt Nagy Károly harmadik felesége, akivel 771 körül házasodott össze.

## Gyermekei
1. Ifjabb Károly (772/773–811) Neusztria királya 781-től.
2. Adelaide (773–774)
3. Pipin (773 vagy 777–810) Itália királya 781-től.
4. Rotrude (vagy Hruodrud) (777–810)
5. I. Jámbor Lajos, Aquitánia királya 781-től és császár 814–840.
6. Lothár, Lajos ikertestvére, fiatalon halt meg 780-ban.
7. Bertha (779–823?)
8. Gizella (781–808?)
9. Hildegarde (782–783?)